# Monastère de Labrang
Le monastère de Labrang ou Labrang Tashi Khyil (tibétain : བླ་བྲང་བཀྲ་ཤིས་འཁྱིལ, Wylie : bla-brang bkra-shis-'khyil ; chinois : 拉卜楞寺 ; pinyin : lābǔlèng sì) est l'un des six grands monastères de l'école Gelugpa du bouddhisme tibétain, dont le dalaï-lama et le panchen-lama sont les autorités spirituelles. Il est situé dans la ville de Xiahe dans la préfecture autonome tibétaine de Gannan de la province chinoise du Gansu, qui appartenait à l'ancienne province tibétaine traditionnelle de l'Amdo. Xiahe est situé à près de quatre heures de la ville de Lanzhou, la capitale du Gansu. Le monastère de Labrang est celui qui accueille le plus grand nombre de moines en dehors de la région autonome du Tibet

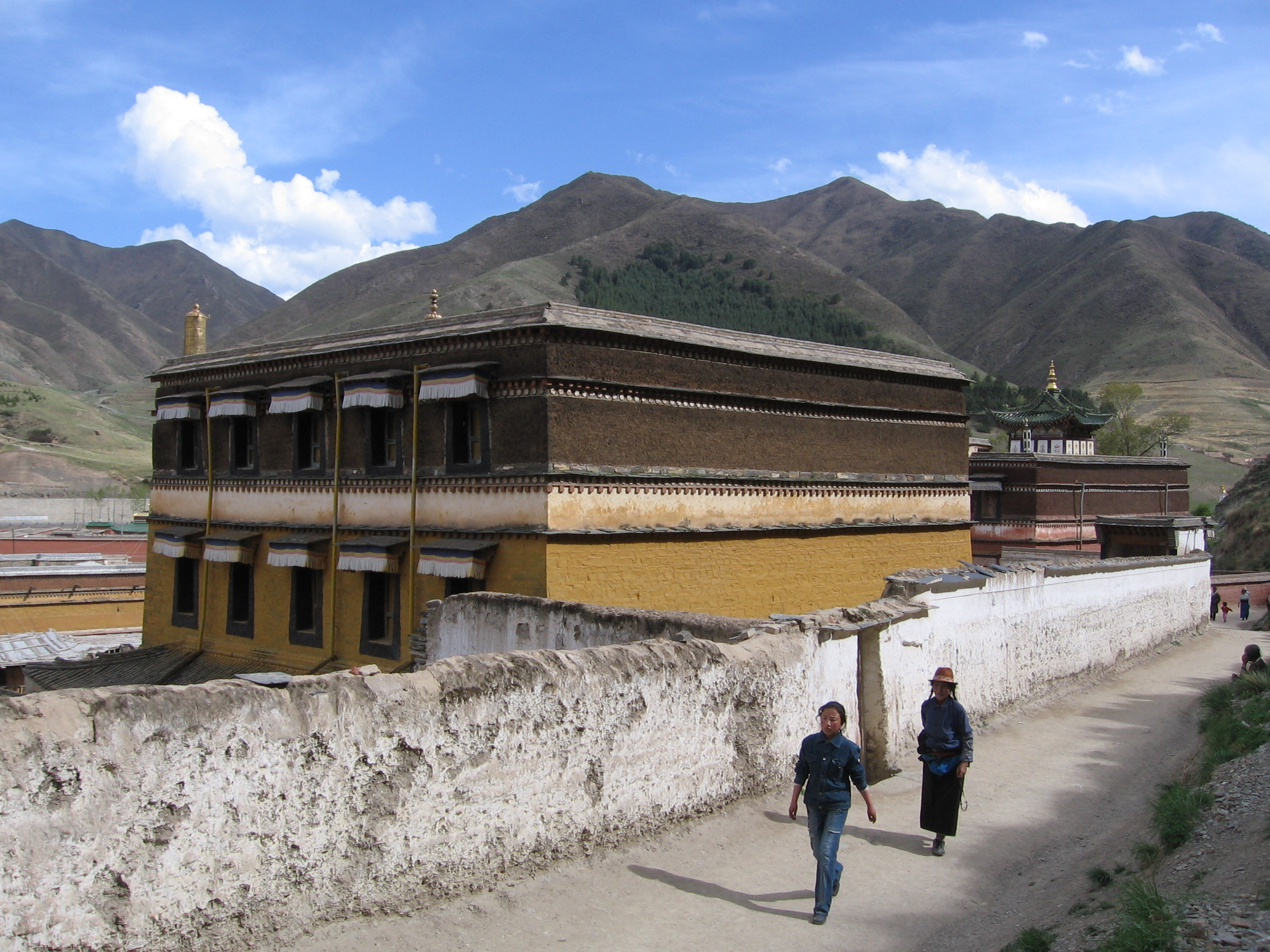
Aperçu d'une partie du monastère de Labrang dans la ville de Xiahe.

## Historique

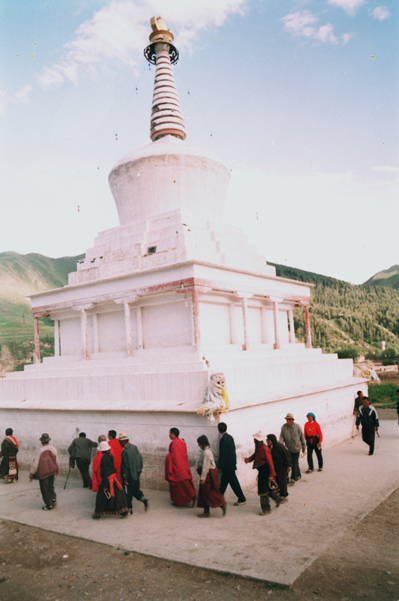
Circumambulation autour d'un chörten du monastère de Labrang.

Le monastère a été fondé en 1709 par le premier Jamyang Zhaypa (1648-1722), Ngawang Tsondru.
C'était l'un des monastères les plus importants mais il fut l'objet de terribles pillages et massacres au cours des rébellions goloks de 1917 à 1949.
Il y eut autrefois (en 1957) jusqu'à 4 000 moines dans les résidences de Labrang. Les trois-quarts des moines étaient Tibétains. Les autres étaient surtout des Mongols de Mongolie, de Mongolie-Intérieure, du Kokonor, des Mongours d'Amdo septentrional, des Yugurs jaunes (yu-gur) du Gansu, des Mongols kalmyks du Xinjiang et des Chinois han.
Labrang a eu sous sa dépendance jusqu'à 138 monastères. Les autorités monastiques possédaient un immense domaine nomadique et agricole qui s'étendait sur une bonne partie du Gansu oriental et s'avançait dans le Sichuan septentrional et le Qinghai oriental.
À partir de la révolte en Amdo en 1958, le monastère a été fermé pendant douze ans par le gouvernement chinois. Il a été rouvert en 1970 pour le tourisme puis comme monastère fonctionnel par le 10e panchen lama en 1980.
Il abrite actuellement près de 500 moines. Bien qu'il ne soit plus que l'ombre de ce qu'il était aux plans politique et économique, le monastère exerce encore une influence importante dans l'Amdo.
Quelques semaines après les troubles au Tibet en 2008, la police fit une descente au monastère de Labrang, saisit des photos du dalaï-lama, des téléphones portables utilisés pour photographier la manifestation et arrêta 200 moines, trois moines étaient encore en prison en décembre 2008 dont l'un aurait envoyé une vidéo aux États-Unis. A Xiahe, ville à majorité tibétaine du Gansu, des manifestants de mars 2008, ont été jugés début décembre 2008. Selon le photographe Gilles Sabarié, les autorités chinoises ont renforcé les dispositifs d'éducation politique et des séances de rééducation conduisent les moines du monastère de Labrang à lire une forme d'éducation patriotique ou réforme de la pensée,.
Plusieurs Tibétains  se sont immolés par le feu dans le secteur de Labrang.

## Description

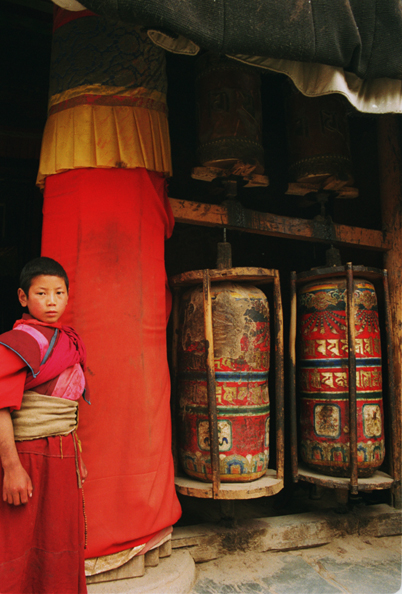
Jeune moine tibétain et moulins à prières.

La ville de Xiahe compte des Tibétains (environ 70 % de la population), des Chinois hui (20 %) et des Chinois han (10 %). La région est surtout rurale et pastorale (élevage du yack et d'autres animaux).
Le complexe du monastère domine le village, situé plus au nord. Les murs blanchis à la chaux et les toits dorés représentent des caractéristiques architecturales de style tibétain.
Le monastère contient dix-huit salles d'assemblée, six instituts d'études, un stupa doré, un sutra de débat, et près de 60 000 sutras.
Les enseignements des six collèges sont différents, certains se concentrant sur les sciences naturelles et d'autres sur la philosophie bouddhiste. Mais les différentes matières sont interdépendantes et s'expliquent mutuellement.